# Autumn Almanac
Singles de The Kinks
Waterloo Sunset
(1967) Wonderboy
(1968)
Autumn Almanac est une chanson pop écrite par Ray Davies et enregistrée par le groupe The Kinks en 1967.
Elle est sortie en single à l'automne 1967, d'abord au Royaume-Uni le 13 octobre, puis aux États-Unis le 29 novembre. La face B est Mister Pleasant au Royaume-Uni, mais David Watts aux États-Unis et dans le reste de l'Europe. Le succès est au rendez-vous dans le pays d'origine du groupe, où elle se classe no 3 des ventes, mais pas aux États-Unis.